# Musica Fiata
L'ensemble Musica Fiata (ou Musica Fiata Köln) est un ensemble allemand de musique baroque sur instruments anciens, fondé en 1976 et basé à Cologne,.

## Historique
Après des études de trompette au Royal College of Music de Londres, le joueur britannique de cornet à bouquin Roland Wilson s'installe en Allemagne de l'Ouest.
C'est en 1976 que Wilson fonde Musica Fiata, un ensemble dédié à l'interprétation de la musique des XVIe et XVIIe siècles sur instruments d'époque.
En 1992, il lui adjoint la Capella Ducale, un complément destiné à assurer une unité stylistique dans les grandes œuvres.

## Discographie
Musica Fiata a publié de nombreux enregistrements discographiques, principalement avec les labels Deutsche Harmonia Mundi, CPO et Sony Vivarte :
- Cantatas and Organ chorale preludes de Jean-Sébastien Bach
- Christmas in Venice de Giovanni Gabrieli et Alessandro Grandi
- Sonatas 1682 de Johann Rosenmüller
- Kaiserrequiem de Johann Joseph Fux
- Musiche Concertate 1619 de Giovanni Valentini
- Vespro della beate Vergine de Claudio Monteverdi
- Symphoniae Sacrae I de Heinrich Schütz
- Vespro per La vergine d'Antonio Vivaldi
- Eine Lübecker Abendmusik de Dietrich Buxtehude
- Sacred Concertos de Johann Philipp Förtsch
- The Great Sacred Concertos de Samuel Scheidt
- Das Jüngste Gericht de Dietrich Buxtehude
- Vespro della Beata Vergine de Heinrich Ignaz Franz Biber
- Ludi Musici de Samuel Scheidt
- Dialogo del Gigante Golia de Giacomo Carissimi
- Easter Cantatas de Johann Pachelbel
- Sacred Concertos & Cantatas de Johann Schelle
- Requiem de Johann Rosenmüller
- Sonate e Balletti de Johann Heinrich Schmelzer
- Musica Sacra in Colonia (Lassus, De Monte, De Castro)
- Psalmen Davids de Johann Hermann Schein
- Vanitas vanitatum de Kaspar Förster (de)
- Sonate Festive d'Antonio Bertali
- Symphoniae Sacrae II et Vater Abraham de Heinrich Schütz
- Polyhymnia Caduceatrix e Panegyrica de Michael Prætorius
- The Feast of San Rocco (Venice 1608), musique de Gabrieli
- Selva morale e spirituale de Claudio Monteverdi
- Psalmen Davids de Heinrich Schütz, avec le Kammerchor Stuttgart dirigé par Frieder Bernius
- Historien der Geburt und Auferstehung Jesu Christi de Heinrich Schütz, avec le Kammerchor Stuttgart dirigé par Frieder Bernius
- Vespro della Beata Vergine de Claudio Monteverdi, avec le Kammerchor Stuttgart dirigé par Frieder Bernius
- Symphoniae Sacrae III de Heinrich Schütz, avec le Kammerchor Stuttgart dirigé par Frieder Bernius
- Actus Musicus auf Weyh-Nachten de Johann Schelle
- Canzoni da sonare de Girolamo Frescobaldi
- Venezianische Musik am Habsburger Hof (musique vénitienne à la cour des Habsbourg)